# Eupanacra greetae
Eupanacra greetae är en fjärilsart som beskrevs av Jean-Marie Cadiou och Holloway 1989. Eupanacra greetae ingår i släktet Eupanacra och familjen svärmare. Inga underarter finns listade i Catalogue of Life.